# Grumbach (Landkreis Kusel)
Grumbach ist eine Ortsgemeinde im Landkreis Kusel in Rheinland-Pfalz. Sie gehört der Verbandsgemeinde Lauterecken-Wolfstein an.

## Geographie

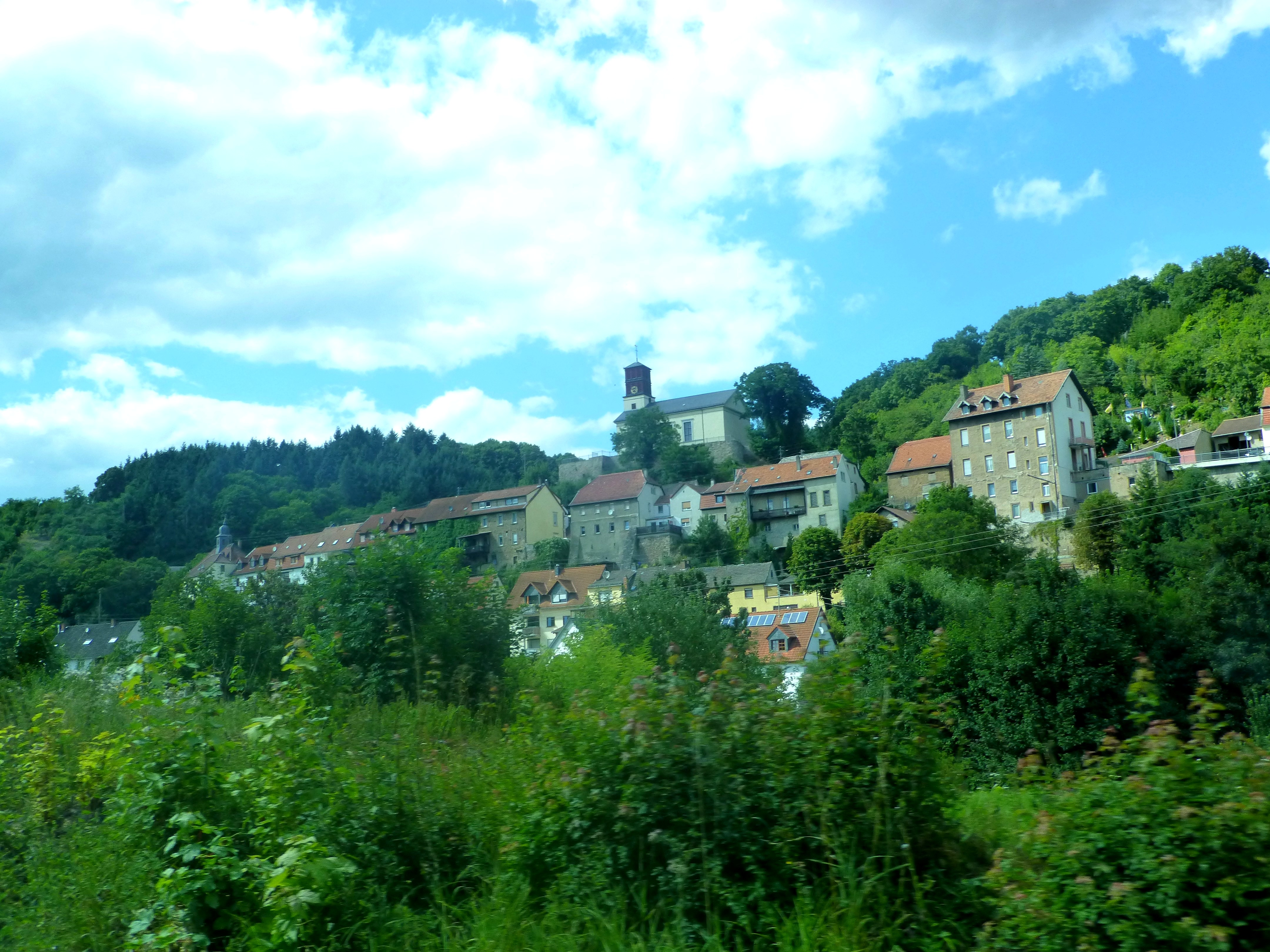
Grumbach mit der evangelischen Pfarrkirche (2013)

Grumbach liegt in einem Taleinschnitt westlich des Glans. Der Ort ist über die Bundesstraße 270 mit der etwa drei Kilometer östlich liegenden Stadt Lauterecken verbunden. Zu Grumbach gehören auch die Wohnplätze Sonnhof und Windhof.

## Geschichte

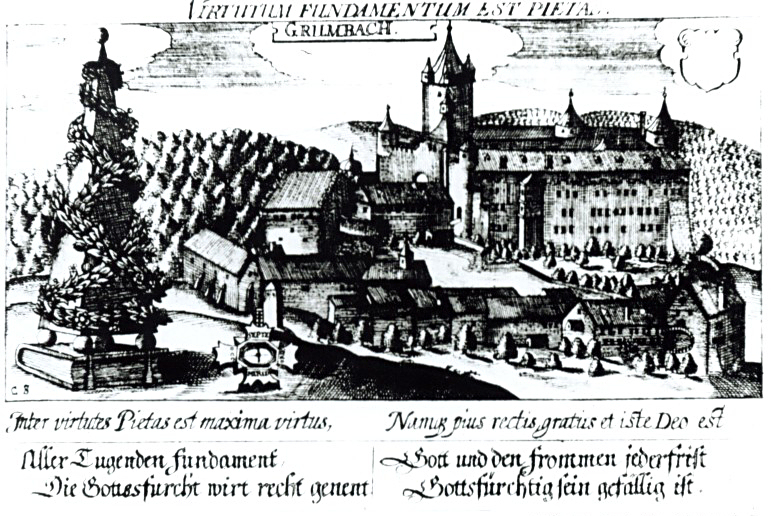
Grumbach 1627

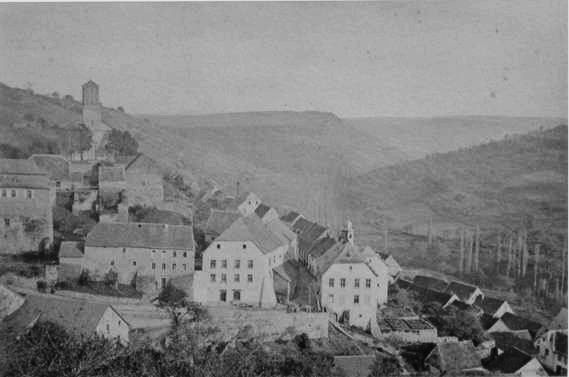
Grumbach um 1890

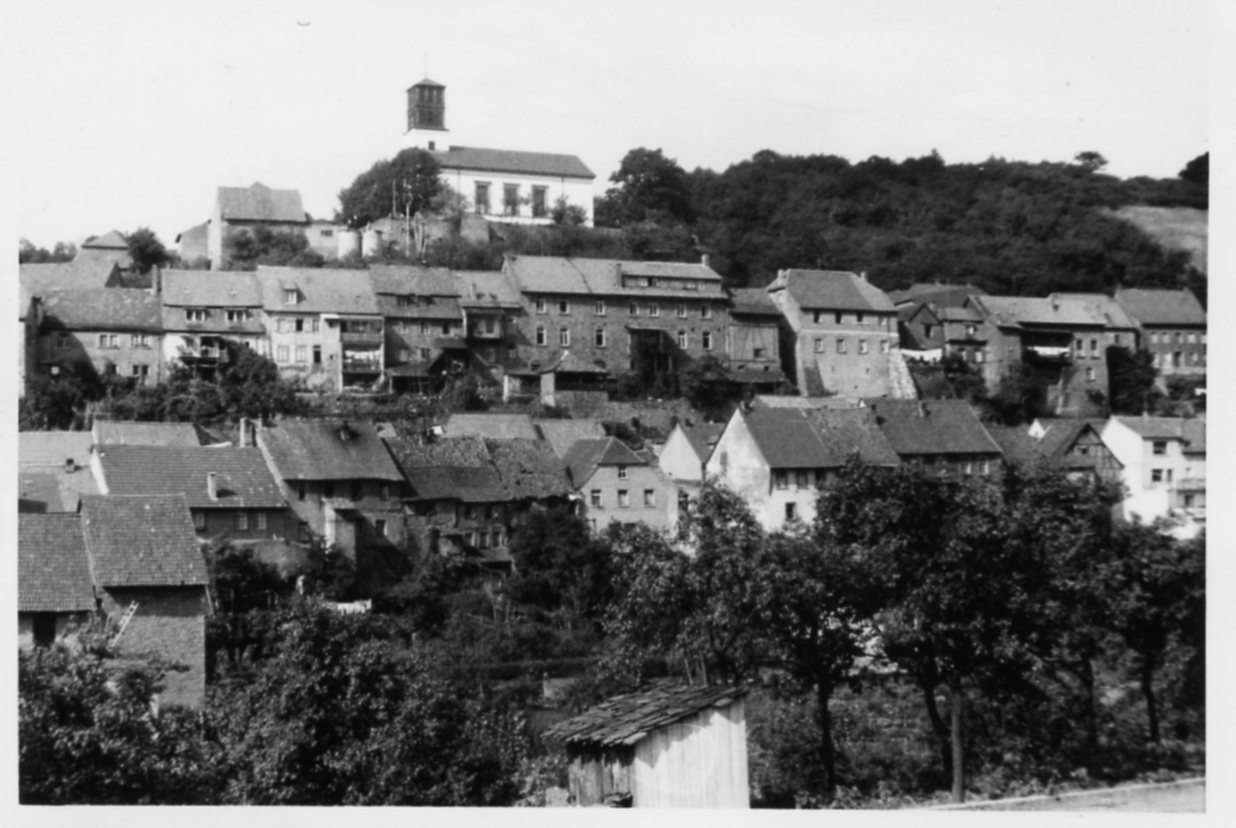
Grumbach um 1960

Grumbach wurde 1242 erstmals erwähnt. Die Burg Grumbach, erbaut vor 1250 von den hier herrschenden Wildgrafen, liegt hoch oben über dem Tal. Im Jahre 1330 wurde Grumbach vom deutschen Kaiser durch eine Freiheitsurkunde das Stadtrecht zugesichert. Durch Heirat und kluge Familienpolitik wuchs der Besitz der Wildgrafen. Nach deren Aussterben erbten die Rheingrafen den Besitz und nannten sich fortan „Wild- und Rheingrafen“. In der Blütezeit umfasste die Herrschaft Grumbach insgesamt über 70 Dörfer.
Die Linie Dhaun-Grumbach wurde 1475 durch kaiserliches Edikt in den Reichsgrafenstand erhoben. Folglich hatten sie bis 1792 Sitz und Stimme im Reichstag.
Eigene Residenz wurde Grumbach erst 1575, nachdem die Linie Dhaun-Grumbach geteilt wurde. Ab Mitte des 18. Jahrhunderts beerbten die Wild- und Rheingrafen von Grumbach noch große Teile der angrenzenden wild- und rheingräflichen Häuser, nachdem diese Linien im Mannesstamm erloschen waren.
Durch die Französische Revolution mussten die Grafen im Frühjahr 1793 fliehen. Nach dem Reichsdeputationshauptschluss von 1803 wurden sie mit Ländereien in Westfalen, der Herrschaft Horstmar, für ihre verloren gegangen linksrheinischen Gebiete entschädigt.
Von 1798 bis 1814 war Grumbach Hauptort eines gleichnamigen Kantons im Saardepartement.
Grumbach gehörte ab 1816 zum Fürstentum Lichtenberg, das ein Teil des Herzogtums Sachsen-Coburg war, und fiel 1834 an Preußen. Grumbach blieb bis 1972 Amtssitz, wurde anschließend der Verbandsgemeinde Lauterecken und 2014 der Verbandsgemeinde Lauterecken-Wolfstein angegliedert. Das Amtsgericht Grumbach wurde bereits 1952 aufgehoben und sein Gebiet an das Amtsgericht Lauterecken angegliedert, wodurch es fortan zum Landgericht Kaiserslautern und zum Oberlandesgerichts Zweibrücken gehörte. Damit war auf Ebene der Gerichtsbezirke die Eingliederung des Amtes Grumbach in den Landkreis Kusel vorweggenommen, die dann im Juni 1969 tatsächlich erfolgte.

## Politik

### Gemeinderat
Der Gemeinderat in Grumbach besteht aus acht Ratsmitgliedern, die bei der Kommunalwahl am 9. Juni 2024 in einer Mehrheitswahl gewählt wurden, und der ehrenamtlichen Ortsbürgermeisterin als Vorsitzender. Bis 2014 gehörten dem Gemeinderat zwölf Ratsmitglieder an.

### Bürgermeister
Beatrice Michel wurde am 9. Juli 2024 Ortsbürgermeisterin von Grumbach. Bei der Direktwahl am 9. Juni 2024 wurde sie als einzige Bewerberin mit einem Stimmenanteil von 69,1 % für fünf Jahre gewählt worden.
Michels Vorgänger Markus Christian hatte das Amt 2014 übernommen und war 2024 nicht erneut angetreten.

### Wappen
| Wappen von Grumbach | Blasonierung: „In Gold ein grüner Wellenschrägbalken belegt mit einem blaubewehrten, blaubezungten und blaugekrönten roten Löwen.“ |
| Wappen von Grumbach | Wappenbegründung: Es wurde 1929 vom preußischen Staatsministerium genehmigt und entspricht dem Wappen der Wildgrafen von Dhaun.    |

## Wirtschaft und Infrastruktur
Grumbach liegt an der Bundesstraße 270. In Lauterecken ist ein Bahnhof der Lautertalbahn.

## Persönlichkeiten

### In Grumbach geboren
- Friedrich Casimir Medicus (1736–1808), Arzt und Botaniker
- Gustav Karthaus (1859–1934), Bürgermeister und Mitglied des Provinziallandtages der Provinz Hessen-Nassau
- Wilhelm Boden (1890–1961), Politiker (CDU) 1. Ministerpräsident von Rheinland-Pfalz
- Paul Wilhelm Massing (1902–1979), Sozialwissenschaftler

### Mit Grumbach verbunden
- Paul Eckel (1900–1971), Mediziner, stammte aus Grumbach